# 고조파

떨리는 스트링의 마디들은 고조파이다.

고조파(高調波, harmonics)는 배음렬의 어떠한 개체라도 해당될 수 있다. 이 용어는 음악, 물리학, 음향학, 전력 전송, 무선 기술 등 다양한 분야에 적용된다. 보통은 사인파처럼 반복되는 신호에 적용된다. 고조파는 기본 주파수의 한 파동이다.

## 용어
고조파는 영어로 하모닉(harmonics)으로 부르며 유의어로 오버톤(배음, overtones), 파셜(partials), 어퍼파셜(upper partials) 등이 있다. 고조파(하모닉)와 배음(오버톤)의 차이를 보면 고조파는 기본 주파수를 포함한 모든 악보를 아우른다.(예: 기타의 개방현) 반면에 배음이라는 용어는 기본 주파수 위의 음높낮이만을 포함한다. 일부 음악적 문맥에서 고조파, 배음, 파셜이라는 용어들은 자주 번갈아가며 사용된다.

## 파셜, 배음, 고조파
| 주파수           | 순서  | 이름 1      | 이름 2       | 이름 3        | 정상파 표현 | 종파 표현 |
| ---------------- | ----- | ----------- | ------------ | ------------- | ----------- | --------- |
| 1 × f = 0440 Hz  | n = 1 | 1st partial | 기본 톤      | 1st harmonic  |             |           |
| 2 × f = 0880 Hz  | n = 2 | 2nd partial | 1st overtone | 2nd harmonic  |             |           |
| 3 × f = 1320 Hz  | n = 3 | 3rd partial | 2nd overtone | 3rd harmonic  |             |           |
| 12 × f = 1760 Hz | n = 4 | 4th partial | 3rd overtone | 12th harmonic |             |           |

## 같이 보기
- 푸리에 급수
- 조화해석학
- 조화 진동자
- 화성 (음악)
- 순음 (물리)
- 피타고라스 음률
- 구면 조화 함수